# Bandyligan 1995/1996
Bandyligan 1995/1996 spelades som dubbelserie, följd av slutspel.

## Grundserien
| Lag                          | Spelade | Vinster | Oavgjorda | Förluster | Målskillnad | Poäng |
| ---------------------------- | ------- | ------- | --------- | --------- | ----------- | ----- |
| ToPV                         | 22      | 16      | 1         | 5         | 127-76      | 33    |
| Botnia-69, Helsingfors       | 22      | 16      | 0         | 6         | 147-70      | 32    |
| Warkauden Pallo -35          | 22      | 14      | 2         | 5         | 149-80      | 30    |
| Porin Narukerä               | 22      | 12      | 3         | 7         | 121-90      | 27    |
| Jyväskylän Seudun Palloseura | 22      | 11      | 0         | 11        | 89-104      | 23    |
| Veitsiluodon Vastus          | 22      | 10      | 2         | 10        | 112-111     | 22    |
| OLS                          | 22      | 9       | 2         | 11        | 88-108      | 21    |
| Porvoon Akilles              | 22      | 8       | 5         | 9         | 90-132      | 21    |
| Lappeenrannan Veiterä        | 22      | 8       | 2         | 12        | 123-118     | 18    |
| IFK Helsingfors              | 22      | 7       | 3         | 12        | 74-104      | 17    |
| OPS                          | 22      | 6       | 3         | 13        | 79-121      | 16    |
| PaSa Bandy                   | 22      | 1       | 3         | 18        | 62-137      | 5     |

Lag 1-8 till slutspel.

## Kvartsfinaler
| Lag 1               | Resultat | Lag 2                        | Match 1 | Match 2 | Match 3 |
| ------------------- | -------- | ---------------------------- | ------- | ------- | ------- |
| ToPV                | 2–0      | Porvoon Akilles              | -       | -       |         |
| Botnia-69           | 2–1      | Jyväskylän Seudun Palloseura | -       | -       | -       |
| Warkauden Pallo -35 | 2–0      | OLS                          | -       | -       |         |
| Porin Narukerä      | 0–2      | Veitsiluodon Vastus          | -       | -       |         |

## Semifinaler
| Lag 1     | Resultat | Lag 2               | Match 1 | Match 2 |
| --------- | -------- | ------------------- | ------- | ------- |
| ToPV      | 2–0      | Veitsiluodon Vastus | -       | -       |
| Botnia-69 | 0–2      | Warkauden Pallo -35 | -       | -       |

## Match om tredje pris
| Lag 1     | Resultat | Lag 2               |
| --------- | -------- | ------------------- |
| Botnia-69 | 8–4      | Veitsiluodon Vastus |

## Final
| Lag 1 | Resultat | Lag 2               |
| ----- | -------- | ------------------- |
| ToPV  | 1–3      | Warkauden Pallo -35 |

## Slutställning
| Placering | Lag                 |
| --------- | ------------------- |
| 1.        | Warkauden Pallo -35 |
| 2.        | ToPV                |
| 3.        | Botnia-69           |
| 4.        | Veitsiluodon Vastus |

Harri Kauhanen, WP-35 blev både mål- och poängkung med 57 mål och 75 poäng.

### Fotnoter
1. ↑  ”Maalikuningas ja pistepörssin voittaja kautta aikojen” (på finska) (Rich Text Format). Finlands bandyförbund. http://www.finbandy.fi/maalit%20ja%20pisteet.rtf.